# Kloster Isenhagen

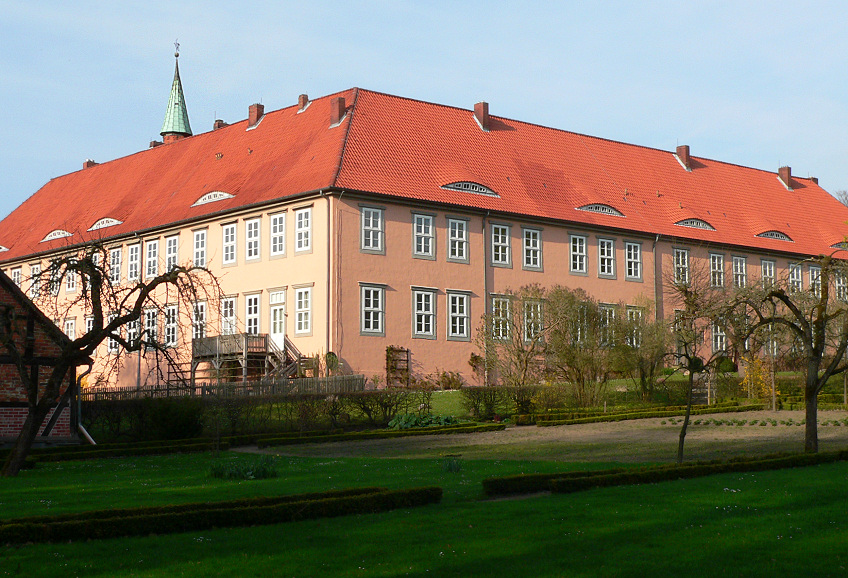
Straßenfront mit Klostergarten

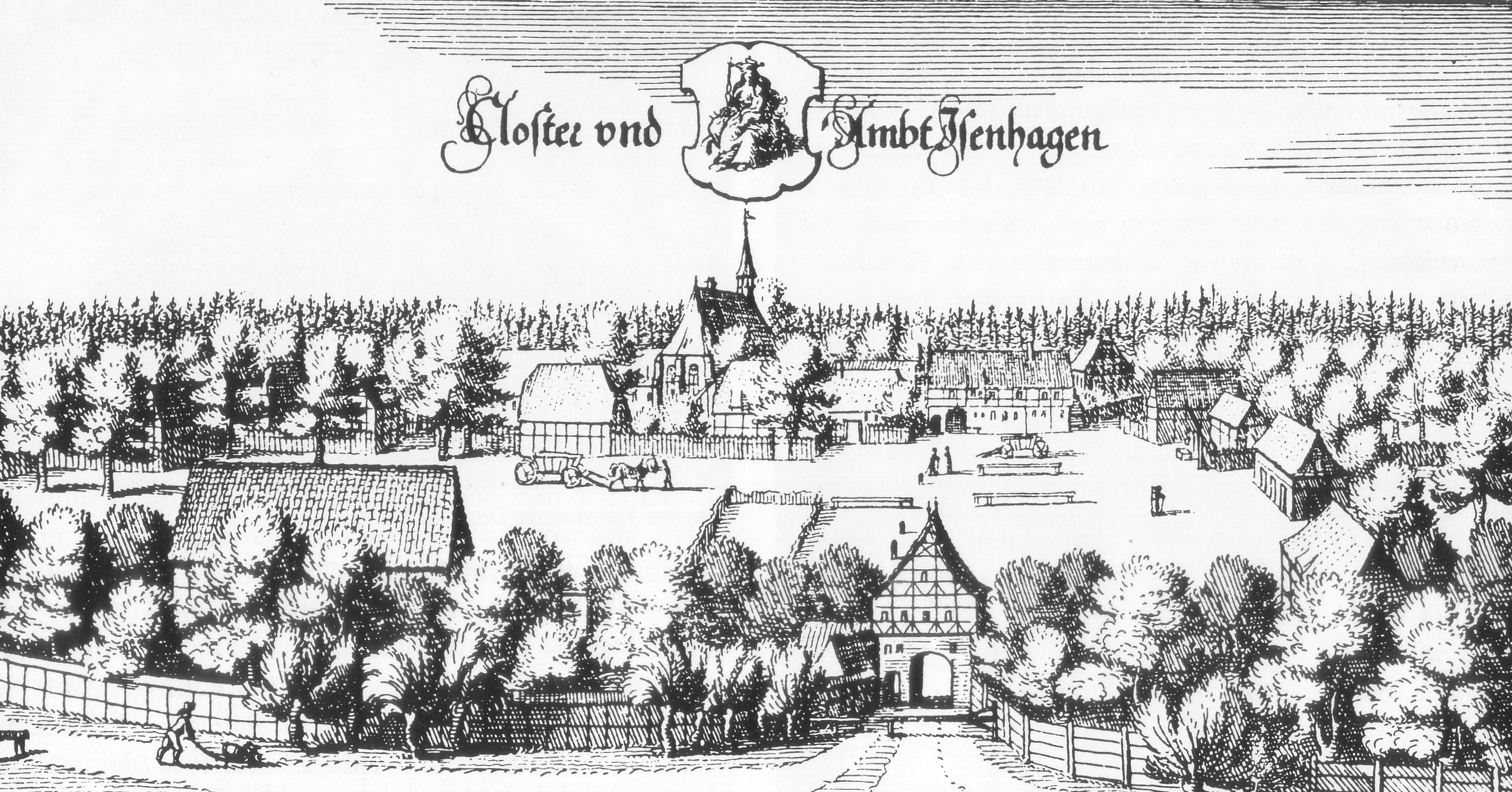
Merian-Stich um 1654

Kloster Isenhagen ist ein ehemaliges Zisterzienserinnenkloster und heutiges evangelisches Damenstift in Hankensbüttel im Landkreis Gifhorn in Niedersachsen. Es wird von der Klosterkammer Hannover getragen, verwaltet von der Äbtissin.

## Kloster- und Stiftsgeschichte

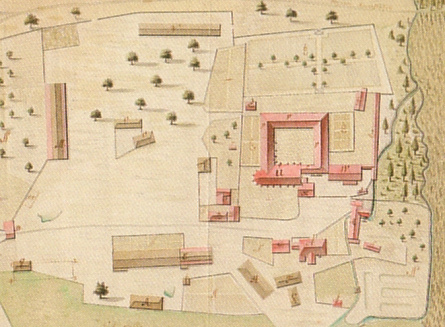
Lageplan von 1742

Der Klostername Isenhagen leitet sich vermutlich von seiner ursprünglichen Lage an der Ise und dem Wort hag ab. Es entstand 1243 als Mönchskloster der Zisterzienser im heutigen Hankensbütteler Ortsteil Alt Isenhagen. Nachdem es nach 16 Jahren seines Bestehens abgebrannt war und der Konvent nach Marienrode übergesiedelt war, wurde es 1262 als Nonnenkloster wieder aufgebaut. 1329 erfolgte die Verlegung nach Hankensbüttel. Am heutigen Standort Isenhagen wurde ab 1345 der dritte Klosterbau errichtet. Im Zuge der Reformation wandelte der Celler Herzog Ernst der Bekenner das Kloster 1540 in ein evangelisches Damenstift um. Dagegen hatten sich die Nonnen und die letzte katholische Äbtissin, Margarete von Boldensen, seit 1529 gewehrt. Schließlich mussten sie sich der Macht des Landesherrn unterwerfen.
Das Kreuzgewölbe im Ostkreuzgang, das erst 1500 eingefügt wurde, wird von Kalksteinkonsolen getragen, die korrespondierende Szenen aus dem Alten und Neuen Testament zeigen. Der Kapitelsaal, mit der wichtigste Raum in klösterlicher Zeit, wird heute für Vorträge und kammermusikalische Veranstaltungen genutzt.
Der 2,5 Morgen große Klostergarten entspricht seiner ursprünglichen Konzeption aus dem Jahr 1750.
Bis zur Kreisreform hatte der Landkreis Isenhagen hier seinen Sitz.

## Besitz- und Wirtschaftsgeschichte
Das Landbuch Kaiser Karls IV. von 1375 dokumentierte einen Zwischenstand der nahezu vollständigen Veräußerung der Besitzungen in der Altmark.

## Bau- und Kunstgeschichte

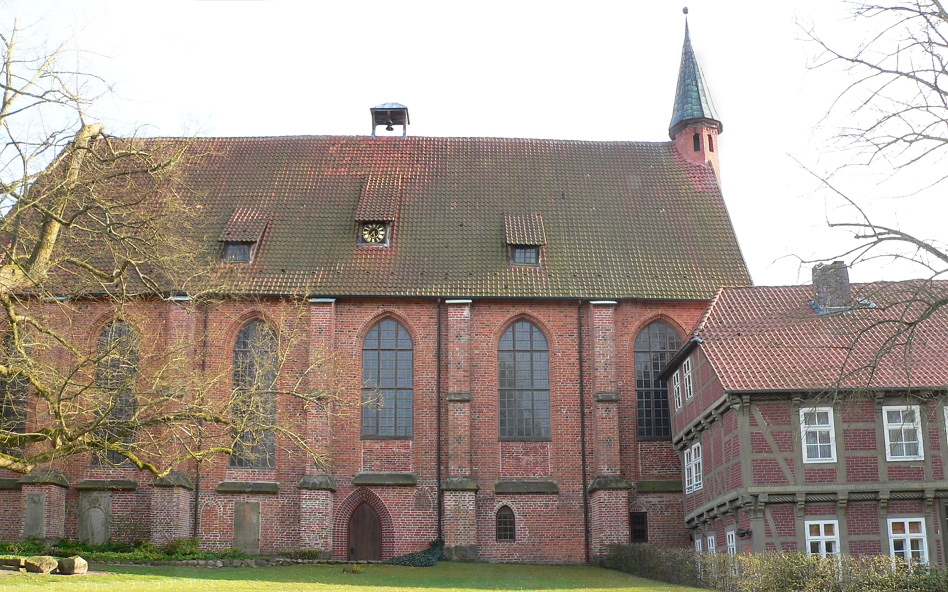
Klosterkirche

Die gotischen Backsteingebäude beherbergen einen reichen Schatz an mittelalterlichen Möbeln und Kunstwerken hohen Ranges: geschnitzte und bemalte Altäre, Skulpturen, kleine Bilder für die private Andacht, vor allem gestickte Altartücher und Antependien, die teilweise mit goldenen Reliefs und Perlen besetzt sind.

## Natur- und Kulturgeschichte
Die zwischen 400 und 500 Jahre alte Holländische Linde vor der Stiftskirche im Norden des Klosteranwesens ist seit 2023 Nationalerbe-Baum.
Der Kulturverein Hankensbüttel hat seit der Amtszeit der Äbtissin Brunhild von Oertzen als Vorsitzende des Vereins seinen Sitz als weltliche, experimentelle Kultur-Initiative am Kloster. Die aktuelle Äbtissin ist derzeitig zur Vorsitzenden gewählt.

## Äbtissinnen des Klosters
(unvollständig)
- 1952–1974 Gisela Freiin Hugo von Spitzemberg
- 1974–2000 Brunhild von Oertzen (1930–2002)
- 2000–2009 Barbara Möhring
- 2010–2023 Susanne Jäger
- seit 2023 Cornelia Renders[8]